# Левантійське море
34° пн. ш. 30° сх. д. / 34° пн. ш. 30° сх. д.

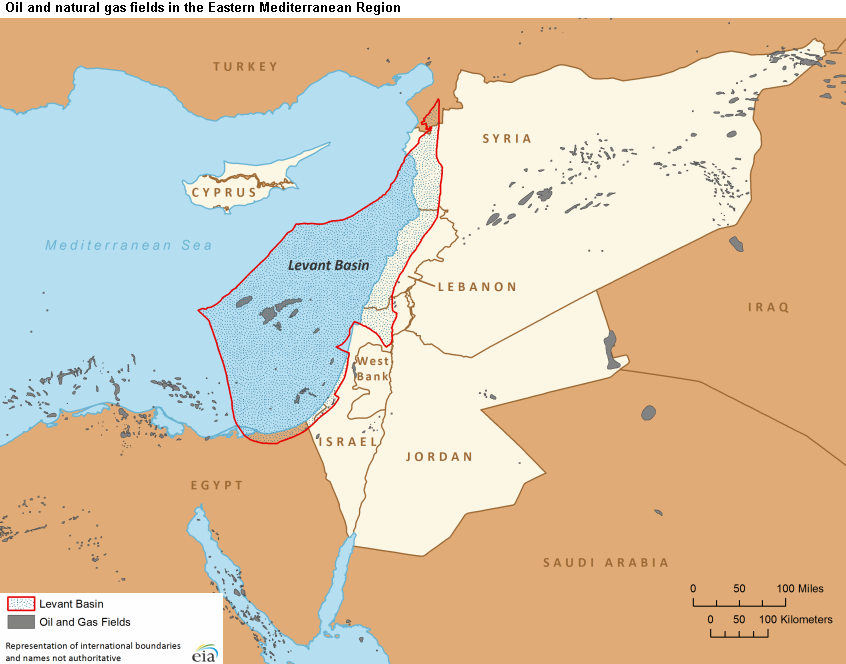
Межі Левантійського басейну

Левантійське море — найсхідніша частина Середземного моря.

## Географія
Левантійське море обмежено Туреччиною з півночі, Сирією, Ліваном, Ізраїлем і сектором Гази на сході, Єгиптом на півдні, і Егейським морем на північному заході. Західна межа до відкритого Середземномор'я (також знаного як Лівійське море) визначається як лінія від мису Рас аль-Хелаль у Лівії до острова Гавдос, на південь від Криту. Найбільшим островом Левантійського моря є Кіпр. Найбільша глибина — 4384 м у жолобі Пліній, приблизно за 80 км на південь від Криту. Левантійське море має площу 320 000 км².
Північна частина Левантійського моря між Кіпром і Туреччиною називається Кілікійським морем. Також на півночі розташовані дві великі затоки: Іскендерун (північний схід) та Анталія (північний захід).

## Басейни
Газове поле Левіафан розташоване під Левантійським басейном у південно-східній частині Середземномор'я.
На захід від Левантійської котловини розташована котловина дельти Нілу, за якою розташовано басейн Геродоту, площею 130 тис. км² і глибиною до 3200 м, підмурівком є найдавніша відома океанічна кора — 340 млн років.

## Екологія
Суецький канал було побудовано в 1869 році, що пов'язує Левантійське море з Червоним морем. Рівень Червоного моря вище, ніж у Східному Середземномор'ї, тому канал служить припливної протокою, що виливає воду Червоного моря в Середземне море. Гіркі озера, які є природними озерцями, що входять до складу каналу, блокували міграцію червономорських видів у Середземне море протягом багатьох десятиліть, але, як солоність озер поступово зрівнялася з водою Червоного моря, перешкода для міграції була усунута, флора і фауна з Червоного моря почала колонізувати східне Середземномор'я. Ця міграція видів відома як Лессепська міграція, на честь Фердинанда де Лессепса, головного інженера каналу.
Будівництво Асуанської греблі на річці Ніл в 1960-х роках зменшило подачу прісної води і мулу в Левантійське море. Це зробило море відносно солонішим і біднішим на поживні речовини, ніж раніше, що призвело до краху історично важливого рибальства сардин і надало додаткову перевагу видам Червоного моря, які пристосовані до солоного та бідного поживними речовинами Червоного моря.